# Dureń

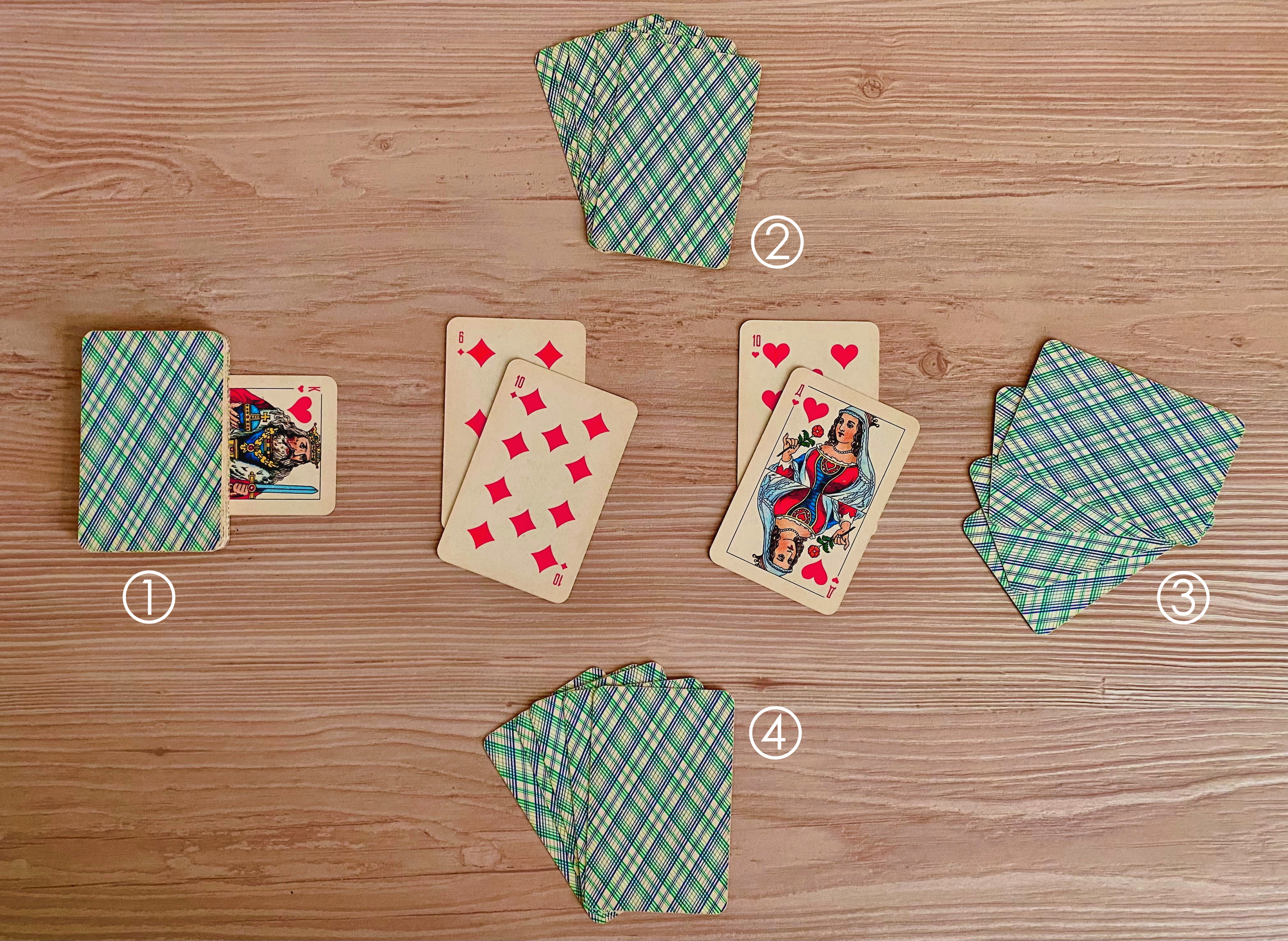
gra karciana "Dureń"

Dureń – gra karciana dla dwóch do sześciu osób, pochodząca z Rosji. W durnia można grać jako indywidualny zawodnik, można również formować zespoły (dwu- lub trzyosobowe).
W grze w durnia nie wyłania się zwycięzcy, ale przegranego, który otrzymuje miano tytułowego "durnia". Zadaniem graczy jest pozbycie się swoich kart, więc przegrywa ta osoba lub zespół, który posiada karty, kiedy nie ma ich już rywal.
Do gry w durnia wykorzystuje się trzydzieści sześć kart, wszystkie kolory. Starszeństwo kart jest standardowe: od asa (najsilniejsza karta) do szóstki.

## Przebieg gry
Pierwsze rozdanie wykonuje dowolnie ustalona przez uczestników gry osoba (kolejne rozdania inicjuje już przegrany). Osoba rozdająca karty przydziela każdemu zawodnikowi po sześć zakrytych kart (zgodnie z ruchem wskazówek zegara, każdemu po jednej). Na środek stołu trafia następnie jedna, odkryta karta, a jej kolor określa atut. Pozostałe, zakryte karty, trafiają na górę karty atutowej w ten sposób, by kolor i wartość tej karty była dla wszystkich widoczna.
Na właściwą grę w durnia składają się serie ataków. Gracz przeprowadzający atak może działać wspólnie z innymi graczami, gracz broniący się zawsze działa w pojedynkę. Atak inicjuje się poprzez zagranie karty na stół przed obrońcę. Ten z kolei, żeby się obronić, zobowiązany jest pobić tę kartę oraz wszystkie inne wykorzystane w ataku. Kartę nieatutową można pobić wyższą kartą tego samego koloru albo jakimkolwiek atutem. Kartę z atutem można pobić natomiast jedynie wyższym atutem. Warto zwrócić uwagę, że atut zawsze bije kartę nieatutową. Jest tak również w przypadku, gdy obrońca posiada karty w kolorze karty atakującej. Dokładanie do koloru nie jest w takiej sytuacji obowiązkowe. W sytuacji, gdy obrońca nie jest w stanie (nie chce) pobić karty, która go atakuje, zobowiązany jest ją zabrać. Jeżeli zaś atak zostaje odparty, atakujący ma możliwość przeprowadzenia kolejnego ataku. Ostateczne odparcie ataku następuje w momencie, gdy żaden z atakujących nie ma już kart do atakowania (lub nie chce już z nich skorzystać) lub atak został odparty w przypadku sześciu kolejnych kart lub też obrońca, który ma mniej niż sześć kart, nie ma już kart na ręce, ponieważ wszystkie zostały wykorzystane do obrony. W przypadku zakończenia (odparcia) ataku, karty, które do tego ataku wykorzystane nie biorą już udziału w grze – zostają odłożone na bok. Wówczas następuje też zamiana ról – dotychczasowy obrońca jest atakującym, a gracz siedzący na lewo od niego broni się.